# Scotiabank (Chile)
Scotiabank Chile (anteriormente Banco Sud Americano y Scotiabank Sud Americano) es una entidad bancaria chilena que forma parte del grupo canadiense Scotiabank.

## Historia

### Banco Sud Americano (1944-2001)

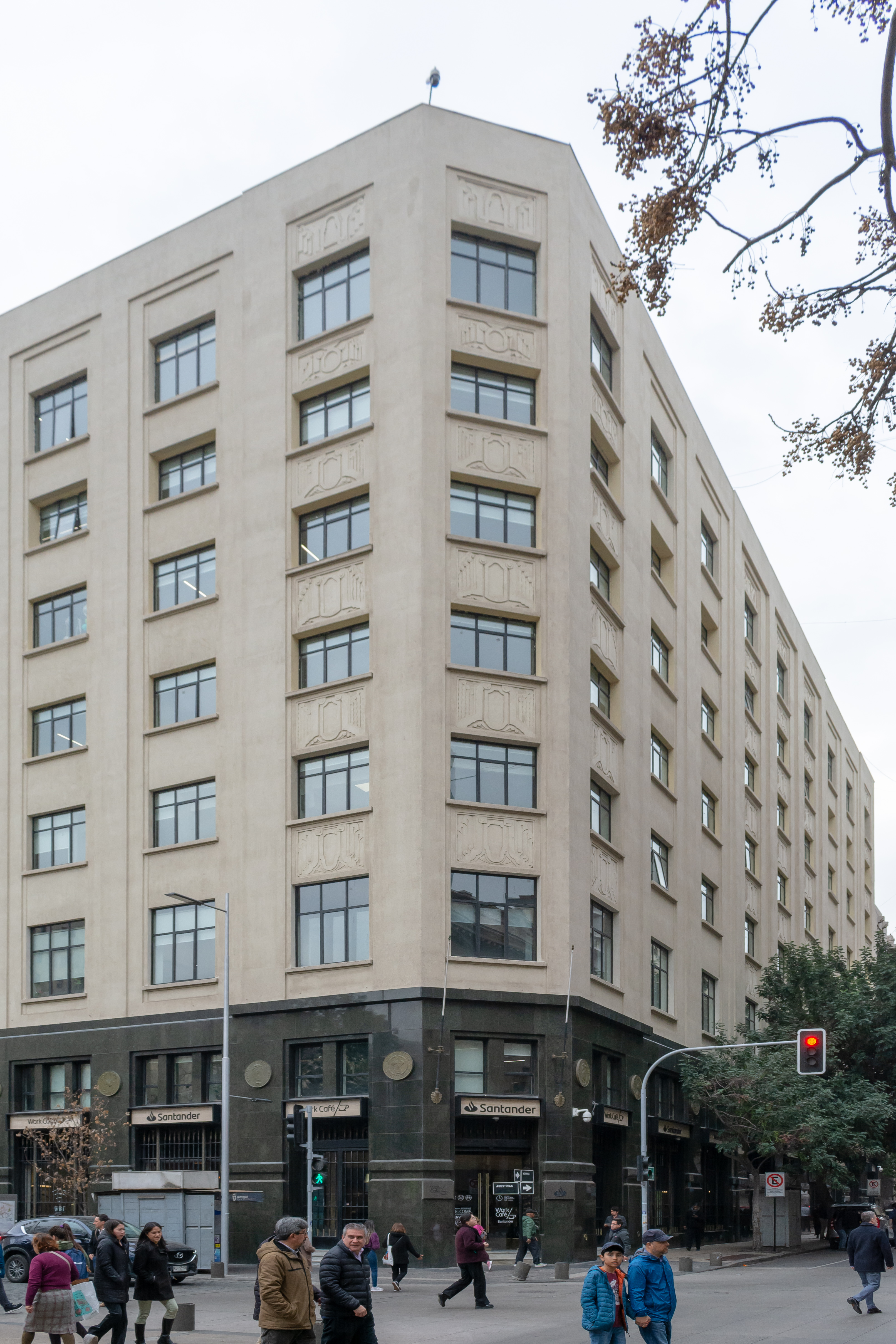
Antigua casa matriz del Banco Sud Americano, ocupada desde 2021 por el Banco Santander.

El Banco Sud Americano fue creado en 1944, siendo sus estatutos redactados el 17 de febrero de ese año, y su aprobación el 29 de marzo. Su primer presidente fue Carlos Vial Espantoso, quien permaneció en el cargo por varios años. El 25 de agosto de 1949 se creó el primer sindicato de trabajadores del banco, siendo este en el más antiguo en Chile para una entidad bancaria.[cita requerida]
Fue estatizado por el gobierno de Salvador Allende en 1971. Con la llegada de la dictadura militar, el banco pasó nuevamente a manos de privados, y en marzo de 1986 se fusionó con la Financiera Corfinsa S.A. En diciembre de 1978 fue uno de los primeros —junto con los bancos Continental, O'Higgins y de Chile, además de la financiera Finansa— en operar tarjetas de crédito en Chile, a través de Diners Club.
A fines de la década de 1990, el Bank of Nova Scotia poseía un 28% del banco, participación que aumentó a un 60,6% a mediados de 1999, con lo que asumió el control del Banco Sud Americano. En octubre de 2000 Scotiabank se hizo del 16,3% de las acciones del banco, aumentando su cuota en el capital al 78%.

### Scotiabank Sud Americano (2001-2009)
El 12 de noviembre de 2001, el Banco Sud Americano pasó a llamarse oficialmente Scotiabank Sud Americano.
En noviembre de 2007 Scotiabank compró el Banco del Desarrollo en US$ 1020 millones, pasando a llamarse Banco Desarrollo de Scotiabank, el cual asumió la división de consumo del Scotiabank Sud Americano.

### Scotiabank Chile (2009-)
El 2 de noviembre de 2009 se reorganizaron las inversiones de Scotiabank en el país bajo la razón social Scotiabank Chile, a través de cinco divisiones (Banca Corporativa, Banca Grandes Empresas, Banca Empresas, Banca Personas, Banca Consumo y Microempresas), y tres filiales (Corredora de Bolsa, Administradora de Fondos Mutuos y Corredora de Seguros).
En diciembre de 2010 concreta la adquisición del The Royal Bank of Scotland Chile (RBS), de paso, reviviendo la marca del Banco Sudamericano con la que funcionar en las operaciones del RBS.
En 2014, Scotiabank selló un acuerdo con Cencosud para la administración de la Tarjeta Cencosud, la tarjeta de crédito del holding, donde participa con un 51%. El acuerdo fue autorizado por la SBIF en abril de 2015.
El 6 de julio de 2018 Scotiabank Chile toma el control de BBVA Chile, con lo cual la marca legal fue renombrada como Scotiabank Azul hasta su integración total con Scotiabank.
Para 2020, Scotiabank Chile cuenta con un total de 7700 empleados a nivel nacional. Sus cajeros automáticos se encuentran conectados a la red interbancaria Redbanc, la cual el banco es propietario en un 12,71%.
Como parte de un importante proceso de transformación digital, la institución bancaria ha lanzado nuevos productos para llegar a nuevos segmentos de público, como la cuenta corriente «ScotiaZero». Para 2023, el banco tenía una cuota de mercado del 14,4 %.